# Феррет (бронеавтомобиль)
«Феррет» (англ. Ferret — фретка) — британский лёгкий разведывательный бронеавтомобиль 1950-х годов. По внутренней сквозной системе обозначений британской бронетехники имеет индекс F.V.701(C).

## История
Создан в 1947—1950 годах на основе разведывательного бронеавтомобиля «Даймлер» периода Второй мировой войны, и предназначался для его замены. Серийно производился на заводе фирмы «Даймлер» в Ковентри с 1952 по 1971 год в нескольких вариантах, включая носитель ПТУР, всего было выпущено 4 409 бронеавтомобилей. Использовался британской армией в роли связной и разведывательно-дозорной машины, кроме того, около половины выпущенных машин было поставлено на экспорт в ряд стран, в некоторых из которых они, по состоянию на 2007 год, всё ещё остаются на вооружении.

## Варианты и модификации

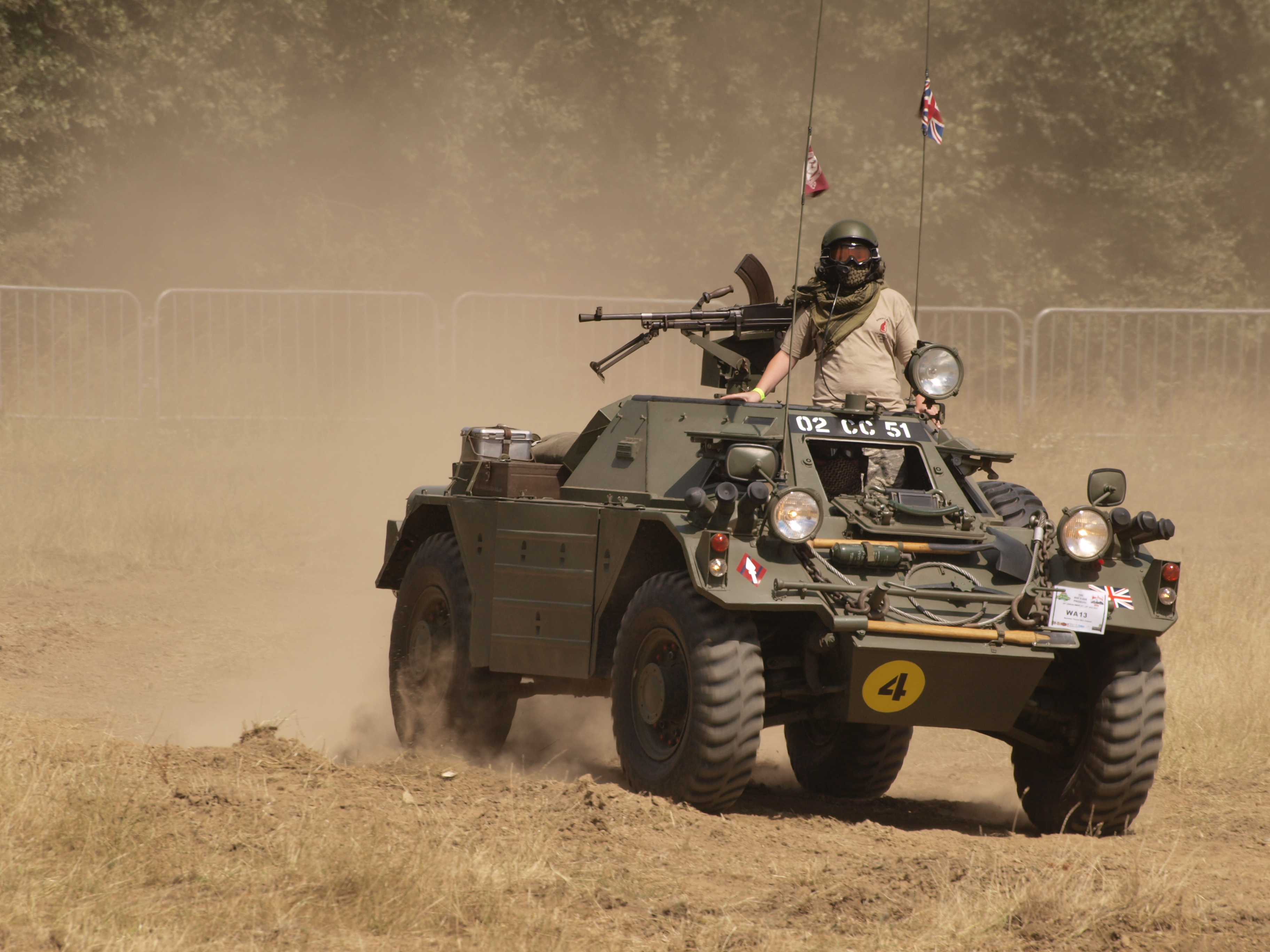
Daimler Ferret Mk1

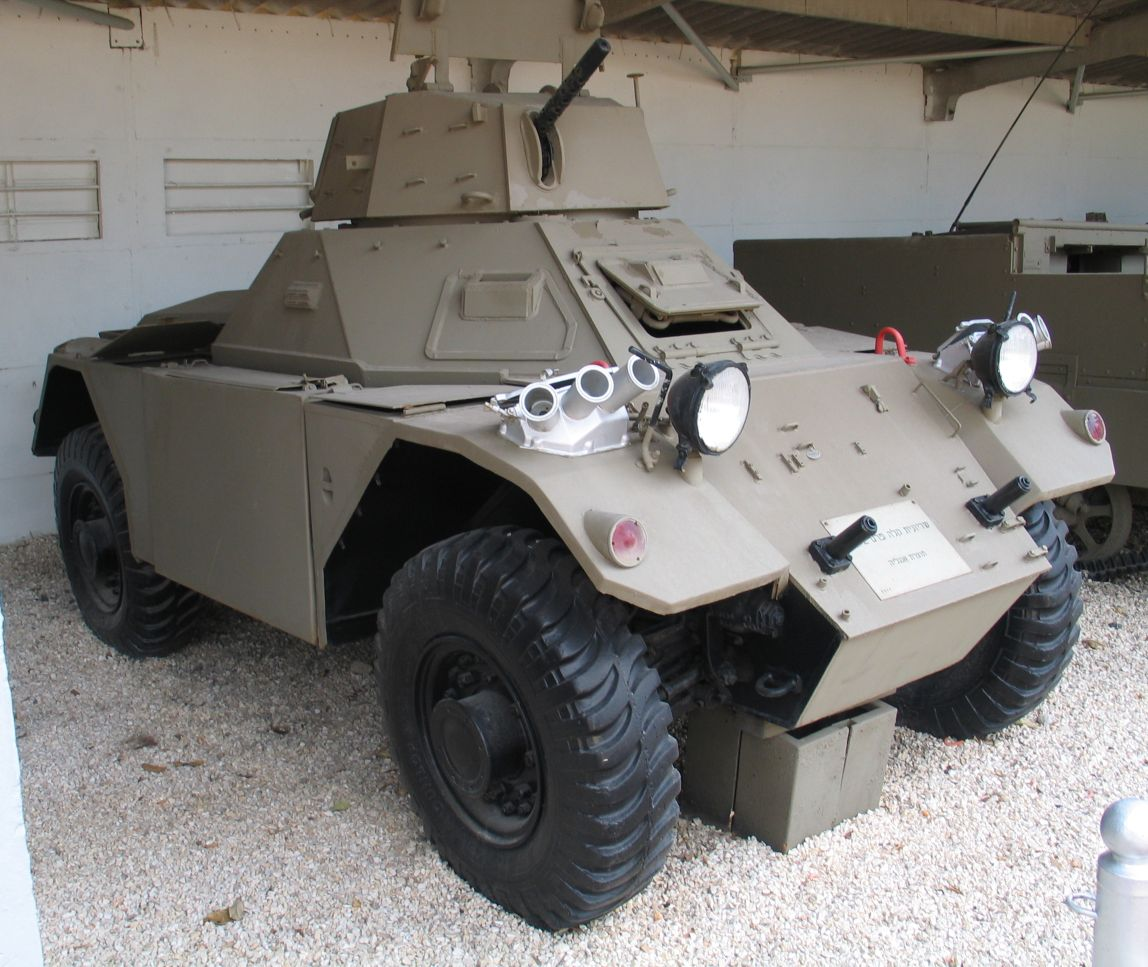
Mk2 в израильском музее. 2005

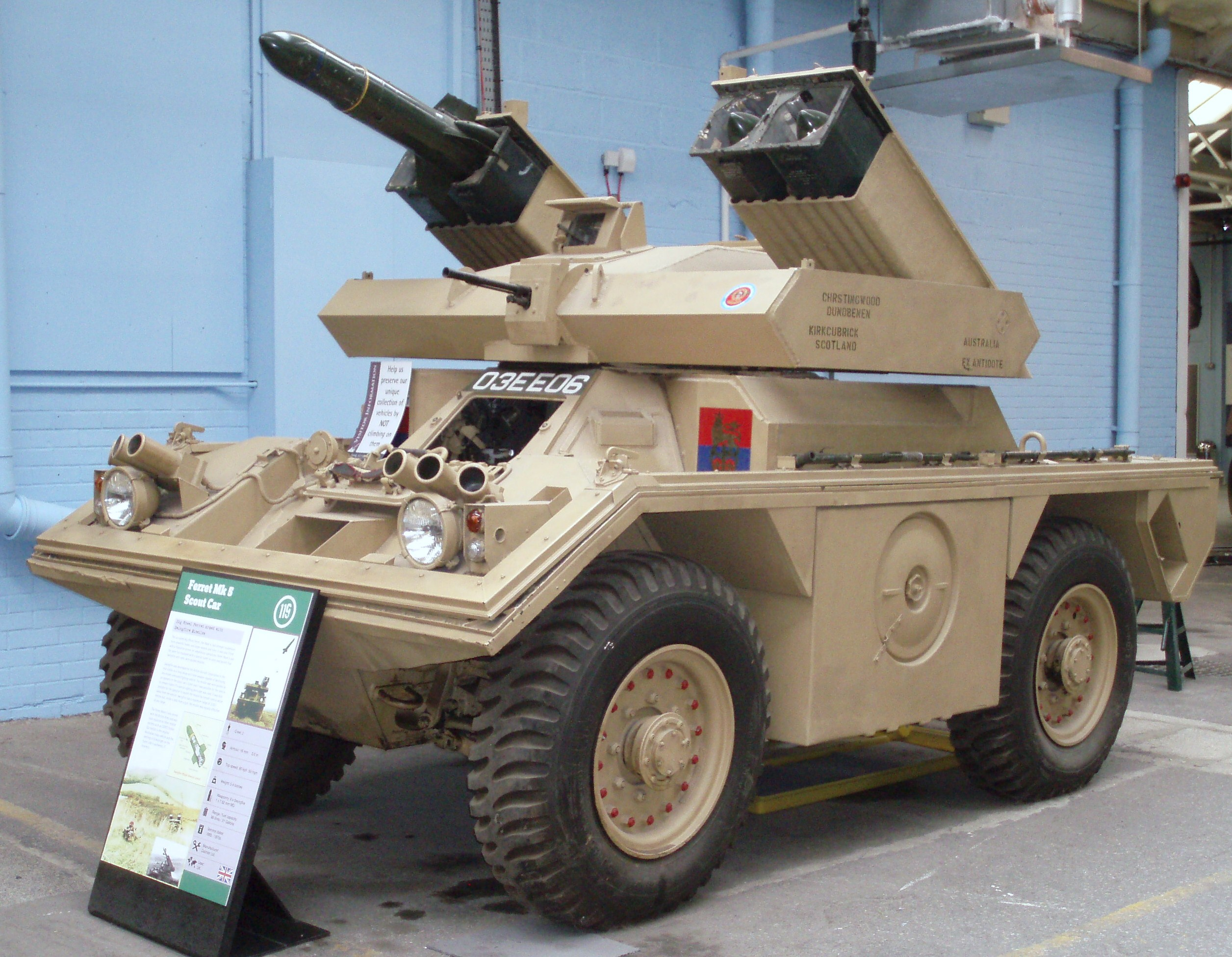
Модификация Mk5 с противотанковыми ракетами Swingfire в английском музее

- F.V.701 (1) или Ferret Mk.1 — базовый вариант образца 1954 года. Боевой вес — 4,2 тонн. Вооружение — 7,62-мм пулемёт L4, открыто установленный на штырьевой подставке. Башня и броневая крыша над боевым отделением отсутствуют, толщина брони — 10 мм.
- F.V.402 или Ferret Mk.1/2 — модель 1954 года. Боевой вес — 4,4 тонн. Вооружение — открыто установленный 7,62-мм пулемёт L4. Имеет закрытый герметизированный корпус и бронированную надстройку с люком, толщина брони — 10 мм. Оснащён двумя радиостанциями: B47 и № 12.
- F.V.701 (H) или Ferret Mk.2 — модель 1954 года. Боевой вес — 4,32 тонн. Имеет закрытый герметизированный корпус и вращающуюся шестигранную башню, толщина брони — 12 мм. Вооружение — установленный в башне 7,62-мм пулемёт с боекомплектом 3500 патронов. Оснащён двумя радиостанциями: B47 и C12.
- Ferret Mk.2/3 — отличается от Mk.2 наличием индивидуального плавсредства, которое состоит из трех поплавков, монтируемых на машине.
- F.V.703 или Ferret Mk.2/6 — модель 1960 года. Боевой вес — 4,56 тонн. Вооружение — установленный в башне 7,62-мм пулемёт с боекомплектом 3500 патронов и две направляющие для запуска ПТУРС «Виджилент 897» (боекомплект составляет 4 ракеты). Оснащён двумя радиостанциями: B48 и № 12 Mk.2.
- Ferret Mk.2/7 — Mk.2/6, но без направляющих для запуска ПТУРС «Vigilant».
- Ferret Mk.4 — модернизированный вариант Mk.2/3. Боевой вес — 5,4 тонн. Изменена ходовая часть: усилены узлы подвески новые дисковые тормоза, а колёса увеличенных размеров и плавсредство новой конструкции.
- F.V.712 или Ferret Mk.5. Модификация Mk.4. Вооружение — установленный в башне 7,62-мм пулемёт L7 с боекомплектом 3500 патронов и четыре направляющие для запуска ПТУРС «Swingfire» (боекомплект составляет 6 ракет).

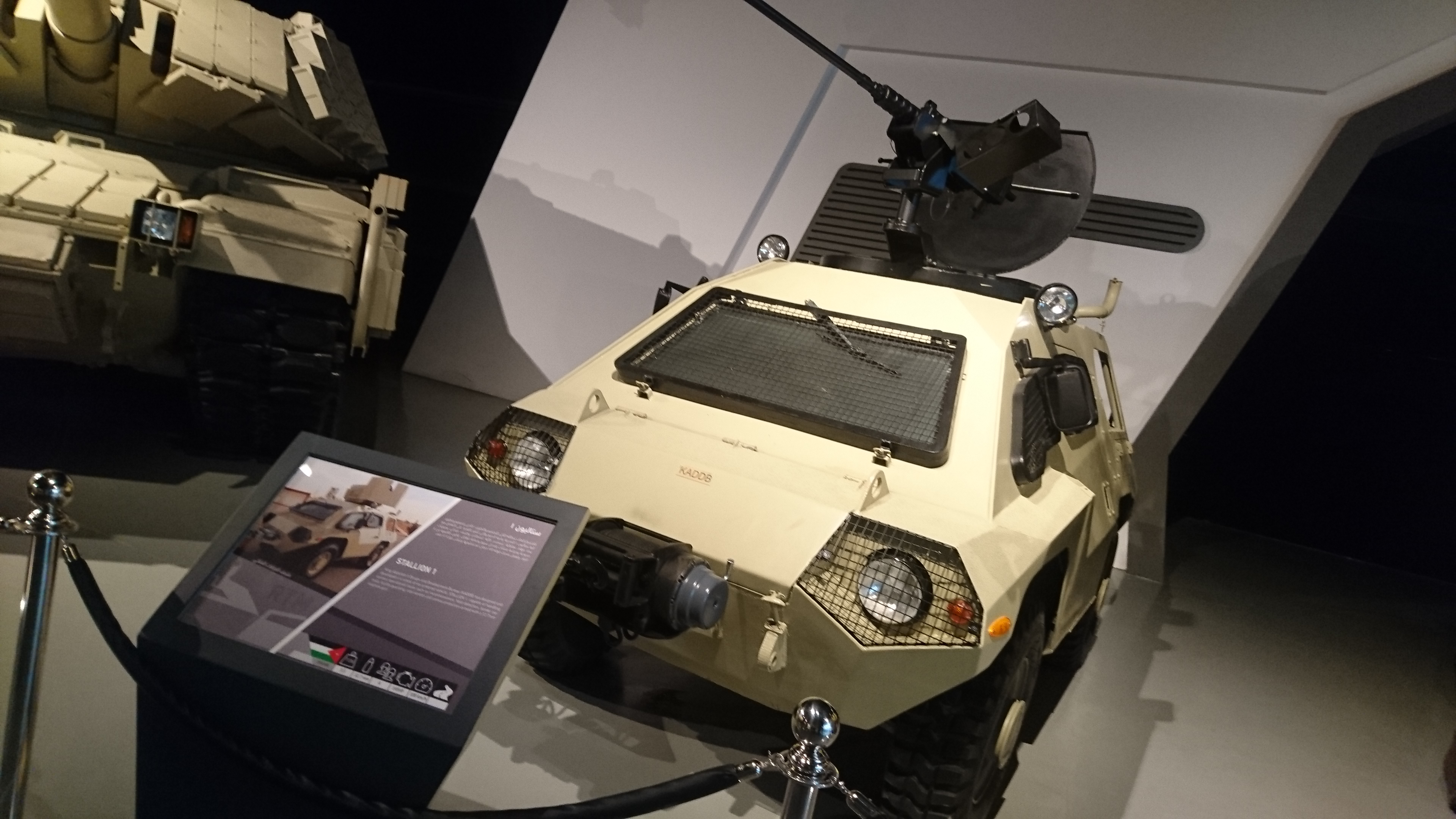
Stallion 1

- Иорданская компания по производству вооружений «King Abdullah II Design and Bureau» разработала в 2005 году радикально модернизированную версию под названием Stallion 1, которая используется в Иордании.

## Операторы
Современные

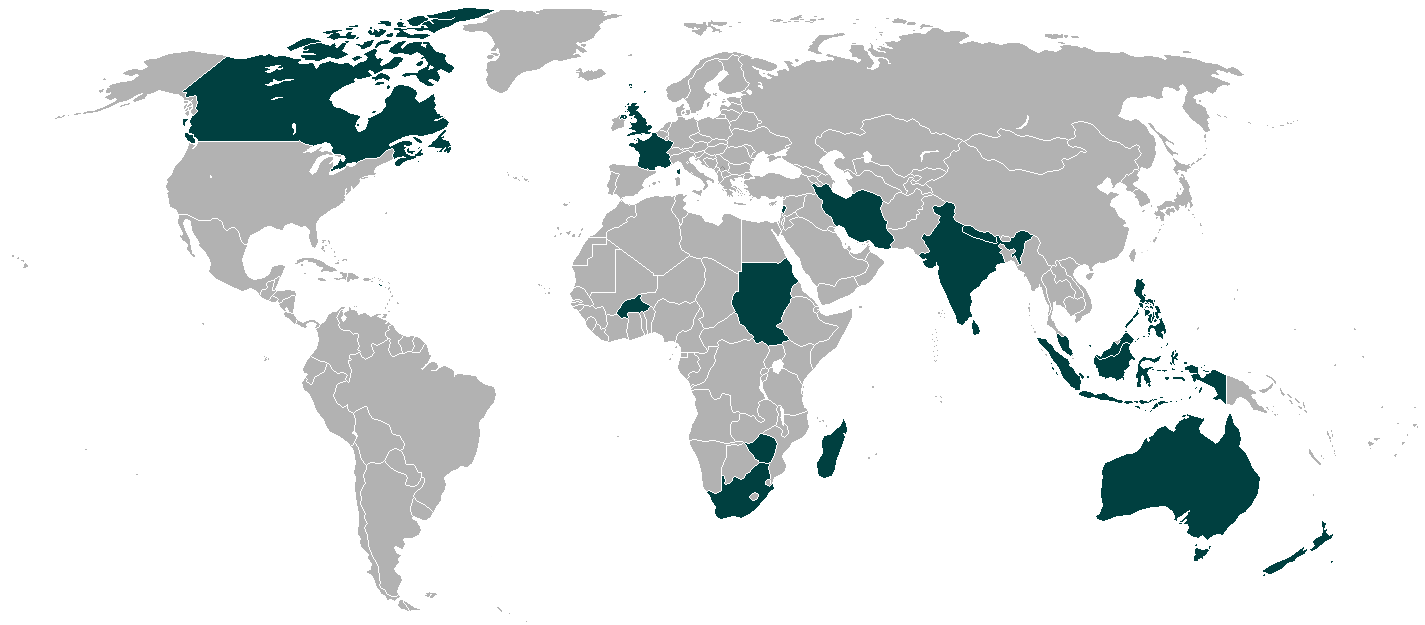
Операторы на 2009 год

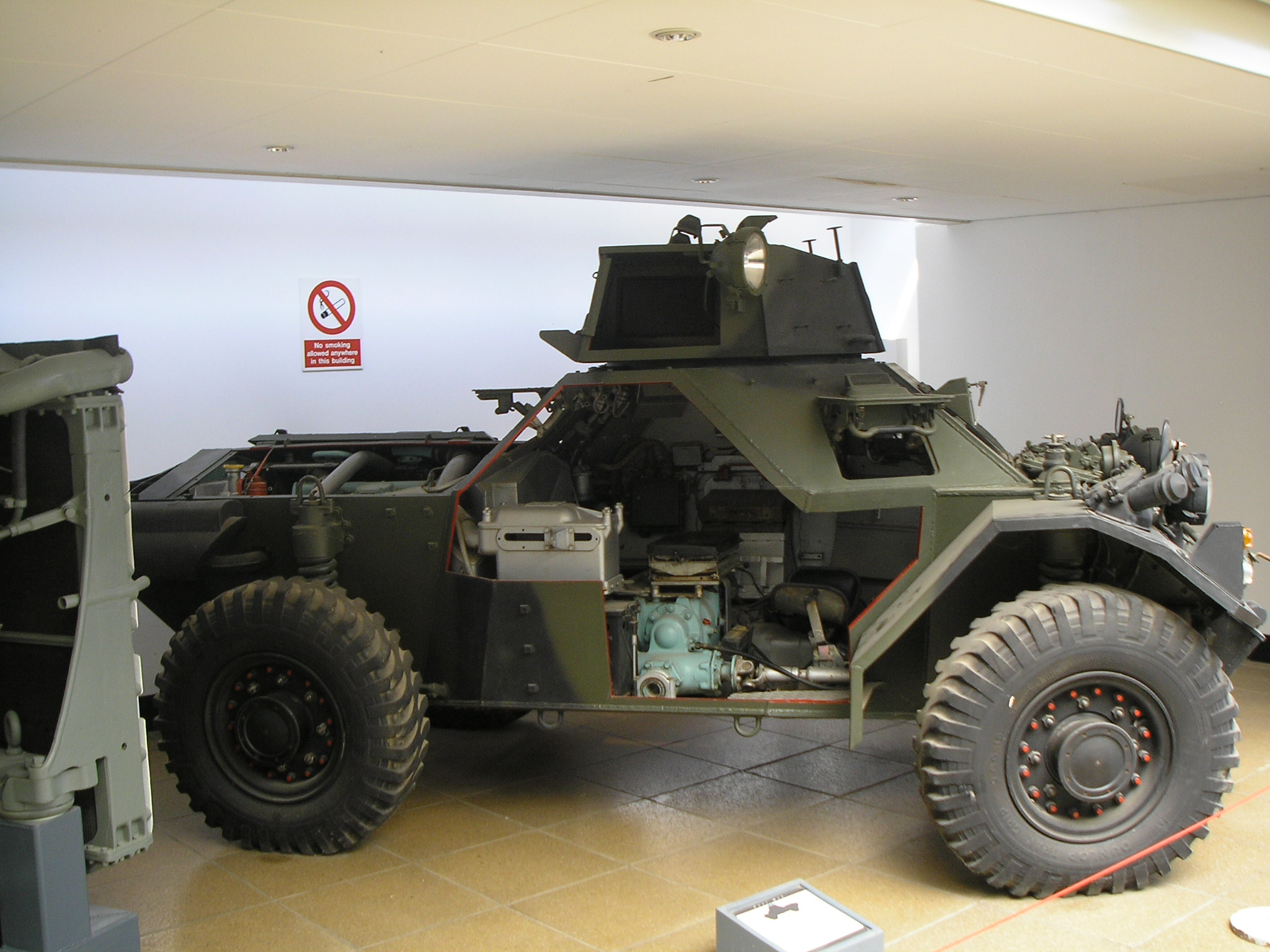
Ferret Mk.2 с разрезом в Имперском военном музее в Даксфорде

- Буркина-Фасо — 30 Ferret, по состоянию на 2022 год[3]
- Зимбабве — 15 F.V.701 Ferret, оцениваются как небоеспособные, по состоянию на 2022 год[4]
- Индия — некоторое количество Ferret по состоянию на 2022 год (используется для обеспечения внутренней безопасности)[5]
- Индонезия — 55 Ferret, в том числе 13 модернизированных, по состоянию на 2022 год[6]
- Камерун — 15 Ferret, по состоянию на 2022 год[7]
- Кения — 12 Ferret по состоянию на 2022 год[8]
- Мадагаскар — 10 F.V.701 Ferret, по состоянию на 2022 год[9]
- Малави — 8 F.V.701 Ferret, по состоянию на 2022 год[10]
- Непал — 40 Ferret Mk.1/1 по состоянию на 2022 год[11]
- Судан — от 50 до 80 FV701 Ferret, по состоянию на 2022 год[12]
- Уганда — F.V.701 Ferret, по состоянию на 2022 год[13]
- ЦАР — 8 Ferret, оцениваются как небоеспособные, по состоянию на 2022 год[14]

Статус не известен
- Бахрейн — 8 «Ферретов» на хранении, по состоянию на 2007 год[15]
- Иордания — 50 модернизированных «Ферретов», по состоянию на 2007 год[16]
- Катар — 12 «Ферретов», по состоянию на 2007 год[17]
- Маврикий — по состоянию на 2007 год[18]
- Малайзия — 92 «Феррета», в том числе 60 модернизированных, по состоянию на 2007 год[19]
- Мьянма — 45 «Ферретов», по состоянию на 2007 год[20]
- ОАЭ — 20 «Ферретов» на хранении, по состоянию на 2007 год[21]
- Сомали — 5 «Ферретов», сняты с вооружения[22]

Сняты с вооружения
- Австралия — сняты с вооружения[22]
- Бруней — сняты с вооружения[22]
- Гана — сняты с вооружения[22]
- Замбия — сняты с вооружения[22]
- Ирак — сняты с вооружения[22]
- Канада — сняты с вооружения[22]
- Республика Конго — сняты с вооружения[22]
- Ливия — сняты с вооружения[22]
- Нигерия — сняты с вооружения[22]
- Новая Зеландия — сняты с вооружения[22]
- Франция — сняты с вооружения[22]
- Шри-Ланка — сняты с вооружения[22]
- ЮАР — сняты с вооружения[22]
- Ямайка — сняты с вооружения[22]